# هارلي سيويل
هارلي سيويل (بالإنجليزية: Harley Sewell) هو لاعب كرة قدم أمريكية أمريكي، ولد في 18 أبريل 1931 في سانت جو في الولايات المتحدة، وتوفي في 17 ديسمبر 2011 في أرلينغتون في الولايات المتحدة.

## وصلات خارجية
- هارلي سيويل على موقع مرجع كرة القدم المحترفة.كوم (الإنجليزية)